# Jūjirō Matsuda
 (novembre 2021).
La mise en forme du texte ne suit pas les recommandations de Wikipédia : il faut le « wikifier ».
Les points d'amélioration suivants sont les cas les plus fréquents. Le détail des points à revoir est peut-être précisé sur la page de discussion.
- Les titres sont pré-formatés par le logiciel. Ils ne sont ni en capitales, ni en gras.
- Le texte ne doit pas être écrit en capitales (les noms de famille non plus), ni en gras, ni en italique, ni en « petit »…
- Le gras n'est utilisé que pour surligner le titre de l'article dans l'introduction, une seule fois.
- L'italique est rarement utilisé : mots en langue étrangère, titres d'œuvres, noms de bateaux, etc.
- Les citations ne sont pas en italique mais en corps de texte normal. Elles sont entourées par des guillemets français : « et ».
- Les listes à puces sont à éviter, des paragraphes rédigés étant largement préférés. Les tableaux sont à réserver à la présentation de données structurées (résultats, etc.).
- Les appels de note de bas de page (petits chiffres en exposant, introduits par l'outil «  Source ») sont à placer entre la fin de phrase et le point final[comme ça].
- Les liens internes (vers d'autres articles de Wikipédia) sont à choisir avec parcimonie. Créez des liens vers des articles approfondissant le sujet. Les termes génériques sans rapport avec le sujet sont à éviter, ainsi que les répétitions de liens vers un même terme.
- Les liens externes sont à placer uniquement dans une section « Liens externes », à la fin de l'article. Ces liens sont à choisir avec parcimonie suivant les règles définies. Si un lien sert de source à l'article, son insertion dans le texte est à faire par les notes de bas de page.
- La présentation des références doit suivre les conventions bibliographiques. Il est recommandé d'utiliser les modèles {{Ouvrage}}, {{Chapitre}}, {{Article}}, {{Lien web}} et/ou {{Bibliographie}}. Le mode d'édition visuel peut mettre en forme automatiquement les références.
- Insérer une infobox (cadre d'informations à droite) n'est pas obligatoire pour parachever la mise en page.

Pour une aide détaillée, merci de consulter Aide:Wikification.
Si vous pensez que ces points ont été résolus, vous pouvez retirer ce bandeau et améliorer la mise en forme d'un autre article.
Pour les articles homonymes, voir Matsuda.
Jūjirō Matsuda (松田 重次郎, Matsuda Jūjirō) est un ingénieur et chef d'entreprise japonais, fondateur de la marque Mazda. L'intérêt pour les technologies qu'il manifestait dès sa jeunesse se reflète aujourd'hui encore chez le constructeur automobile.

## Jeunesse
Jūjirō Matsuda grandit à Hiroshima, au Japon, dans une famille de douze enfants. Son père, poissonnier, meurt quand il a 3 ans. Très tôt, il quitte l'école et sa ville natale pour Osaka où il apprend le métier de forgeron puis d'ingénieur naval. Là-bas, stimulé par un environnement industriel dynamique et profitant de ses pauses pour visiter les usines voisines, il se familiarise vite avec les différentes machines de l'époque. À 31 ans, il fonde sa première entreprise Matsuda Seisakusho qui rencontre des débuts difficiles, à cause de la compétition féroce. Mais Jūjirō persévère et rencontre enfin le succès avec un brevet de pompe hydraulique. L'entreprise, au portefeuille varié, fournit entre autres des compteurs d'eau à la ville d'Osaka et des armes au Tsar de Russie.
En 1918, Jūjirō fonde une filiale de son entreprise dans sa ville natale, Hiroshima. Il s'installe définitivement là-bas en 1920 pour prendre les rênes de l'entreprise de production de liège Toyo Cork Kogyo Co., Ltd. (東洋コルク工業株式会社) dont il était déjà membre fondateur. Il vend alors son entreprise à Osaka qui deviendra OKK Co., encore en activité aujourd'hui dans le domaine des machines-outils.

## Développement de Mazda
Dès son arrivée dans l'entreprise, Jūjirō s'efforce de développer un nouveau produit. Il utilise alors le liège pour produire des planches à la fois isolantes et résistantes au chocs. Le succès est au rendez-vous mais en 1925, la totalité de l'usine est victime d'un incendie. Jamais découragé, Jūjirō poursuit l'effort de diversification en supprimant le cork du nom de l'entreprise. Fort de son expérience dans l'usinage des pièces mécaniques, il lance l'entreprise dans la fabrication de composants pour diverses industries (moteurs d'avion, turbines, foreuses...).
1931 marque alors le début de l'aventure automobile pour Jūjirō et la Toyo Kogyo. En effet depuis le tremblement de terre qui secoue le Kantō en 1923, l'attention portée à ce mode de déplacement grandit. C'est ainsi que naît la Mazda Gō (マツダ号). Il s'agit d'un véhicule 3-roues avec un espace de rangement ouvert à l’arrière, sorte de dérivé motorisé du tuk-tuk.
Grâce à l'introduction de son premier véhicule, l'entreprise de Jūjirō prospère. Située au sud d'Hiroshima et ainsi protégée par le mont Hiji, elle ne sera que peu touchée par la bombe atomique de 1945. L'usine accueillera alors les réfugiés et participera activement à l'effort de reconstruction de la ville. Jūjirō aidera notamment à fonder l'équipe de baseball locale, les Carpes d'Hiroshima.
Jūjirō meurt le 27 mars 1952 et léguera son entreprise à son fils adoptif Tsuneji. Une statue de bronze est créée à son effigie en 1965 et est érigée au parc d'Hijiyama dans l'arrondissement Minami-ku.